# Аитово (Бураевский район)
Аитово (баш. Айыт) — деревня в Бураевском районе Республики Башкортостан Российской Федерации. Входит в состав  Тангатаровского сельсовета.  

## География

### Географическое положение
Расстояние до:
- районного центра (Бураево): 37 км
- центра сельсовета (Тангатарово): 5 км,
- ближайшей ж/д станции (Янаул): 105 км.

## Население
| 2002 | 2009 | 2010 |
| ---- | ---- | ---- |
| 86   | ↘78  | ↘58  |

### Национальный состав
Согласно переписи 2002 года, преобладающая национальность — башкиры (99 %).